# 海之森水上競技場
海之森水上競技場（日语：／ Umi no mori suijō kyōgi-jō）是位於日本東京灣台場的輕艇和划船比賽場地。本場館為因應2020年夏季奧林匹克運動會和夏季帕拉林匹克運動會所興建的。由東京都廳於濱海區興建，於2019年6月啟用。本場地擁有一座2000人座位的永久看台，和一座可在奧運期間容納超過14000人的臨時看台。東京奧運會後，它將用作舉辦國際賽事或訓練。

## 概要
2016年，東京都知事小池百合子下令必須對奧運相關設施進行審查，包括此水上競技場。維護費用從最初計劃的約491億日元減少到約308億日元。該設施於2019年5月完成。2019年6月16日，包括小池百合子在內的約400人舉行了完工儀式。
中央防波堤內部垃圾堆填場和中央防波堤外部垃圾堆填場之間的水路總長道兩端的水壩將水深控制在6（20英尺）。賽道長2,335（7,661英尺）寬198（650英尺）。各水道寬12.5（41英尺）。共有8個水道。為了抑制競技場中的波浪，在路線的兩端都安裝了水閘和水泵以控制水位，並且在看台一側的碼頭中安裝了波浪滅火裝置。
觀眾席（有頂棚）可容納2,000人。奧運會間，將增加臨時席位，最多可容納16,000人。

### 大型比賽
- 2019年世界青年帆船錦標賽[11]（2019年8月7日-11日[12]）

## 體育場的挑戰
2019年夏季，日本各地出現了酷熱天氣，測得超過攝氏40度。東京奧運會只在約一年後開幕，且由於節省金錢，競技場削減了屋頂一半，外界擔心運動員和觀眾會容易中暑。